# Kunovice (Uherské Hradiště-i járás)
Kunovice település Csehországban, a Uherské Hradiště-i járásban. Kunovice Staré Město, Kostelany nad Moravou, Uherské Hradiště, Ostrožská Nová Ves és Hluk településekkel határos. Lakosainak száma 5650 fő (2024. január 1.).

## Népesség
A település lakosságának változását az alábbi diagram mutatja:
| Lakosok száma | 3364 | 4075 | 4698 | 5333 | 5558 | 5496 | 5559 | 5606 | 5337 | 5650 |
|               | 1869 | 1900 | 1921 | 1961 | 1980 | 2011 | 2016 | 2019 | 2021 | 2024 |

## Gazdasága
A város egyik legfőbb ipari létesítménye az 1936-ban alapított egykori Let Kunovice repülőgépgyár, amely a privatizációt követően napjainkban Aircraft Industries néven működik. A Let Kunovicéből kivált munkatársak hozták létre később a Czech Sport Aircraft és az Evektor-Aerotechnik repülőgépgyárakat. A repülőgépgyárak mellett repülőtér, valamint repülőmúzeum található.